# توم سيمبسون (لاعب هوكي جليد)
توم سيمبسون هو لاعب هوكي جليد كندي، ولد في 12 أغسطس 1952 في Bowmanville ‏ في كندا.

## وصلات خارجية
- توم سيمبسون على موقع EliteProspects.com (الإنجليزية)
- توم سيمبسون على موقع HockeyDB.com (الإنجليزية)
- توم سيمبسون على موقع Hockey-Reference.com (الإنجليزية)